# 手塚治虫書店
手塚治虫書店（てづかおさむしょてん）は、丸善ジュンク堂書店内にある、手塚治虫の漫画やグッズ・本などを置いた書店である。

## 概要
現在流通している手塚治虫に関する書籍を全て揃えることを目指し、ショップインショップスタイルで展開する書店。手塚作品の漫画単行本はもちろん、画集や絵本、手塚原作を他の作家がリメイクしたコラボ作品の単行本や、漫画研究者などが執筆した手塚に関する関連書籍などを一堂に揃えた手塚治虫の専門書店である。手塚作品を無料で閲覧できる手塚治虫マンガ電子図書館サービス「TEZUKA SPOT」も設置されている。また、オリジナルのオンデマンド書籍やキャラクターグッズなども取り揃えている。丸の内本店、梅田店にはミニギャラリーも併設しており、手塚漫画の複製原画や過去の人気グッズなどが見られる。さらに、手塚治虫書店で購入した物には（マンガ・本）にはオリジナルブックカバーをしてもらえ、オリジナルしおりももらえる。ブックカバーには文庫判サイズだと『火の鳥』に登場するロビタ、通常の単行本判だとヒョウタンツギのデザインになっており、店舗によっては手塚治虫のキャラクターが勢ぞろいしているデザインのブックカバーがもらえる。しおりに関しては、丸の内本店では月によってデザインが変わり、他店舗ではしおりが商品と付いていて選べる。また、後述のオンデマンド版を買うとオリジナル紙袋がもらえる。

## 限定商品
手塚治虫書店では、いくつかの限定商品がある。

### オンデマンド版
手塚治虫書店限定のマンガ単行本。1冊で全話収録されている。現在出版されているのは次の通り。
- 『W3』
- 『リボンの騎士』
- 『バンパイヤ』
- 『ザ・クレーター』
- 『どろろ』
- 『手塚治虫 初期SF三部作 ロストワールド メトロポリス 来るべき世界』
- 『手塚治虫 ファウスト三部作 ファウスト 百物語 ネオ・ファウスト』
- 『ジャングル大帝』

また、季節に合わせ『Tezuka Osamu's Christmas fantasy』などもある。

### オリジナルブックカバー
スペイン産の本牛革を使用したブックカバーで、ウサギに追いかけられている手塚治虫が彫られている。

### 一澤信三郎帆布限定かばんシリーズ
一澤信三郎帆布と手塚治虫書店のコラボで、手塚治虫書店でしか購入できないトートバッグ、ショルダーバッグ、ポーチ、ペンケースが販売されている。

### 手塚治虫Oマガジン
過去にサービスされていた「手塚治虫Oマガジン」(自分で選んだ手塚治虫のマンガを1冊の本にでき、自分で解説なども書けるというもの)の中で、著名人が選んだものを販売している。これは過去には販売されていた所もあるが、現在はここでしか購入できない。

### 手塚治虫全集
丸善、ジュンク堂書店で注文でき、本の通販サービス・hontoでも買えるオンデマンドのブック。実際に店頭に並んでいて手に取って見れてそのまま買えるのは手塚治虫書店だけ。現在も刊行中。

## 店舗

### 日本国内
- 丸善丸の内本店
- ジュンク堂書店名古屋栄店
- MARUZEN&ジュンク堂書店大阪梅田店
- 丸善岐阜店
- 兵庫ニジゲンノモリ店

また一時期、丸善池袋店にて“手塚治虫書店＋カフェ”ができ、同様のサービスとコラボカフェがあった。

### 日本国外
- 台湾誠品書店台北敦南店（開店当時には手塚治虫書店フェアというキャンペーンをしており、台湾内の他の書店4店舗でも同様のサービスがあった）

国内店よりも多くのフォトスポットがある。